# Dalton McGuinty
Dalton James Patrick McGuinty, Jr. (ur. 19 lipca 1955 w Ottawie) - polityk kanadyjski, od 23 października 2003 roku premier prowincji Ontario. Przywódca Ontario Liberal Party (Partii Liberalnej Ontario) od 1996. Od 2004 roku jego brat David reprezentuje w parlamencie ontaryjskim okręg wyborczy Ottawa South.
Pochodzi z wielodzietnej irlandzko-kanadyjskiej katolickiej rodziny, ma dziewięcioro rodzeństwa. Jego ojciec, Dalton McGuinty, Sr. był politykiem i profesorem, matka - Elizabeth McGuinty była pielęgniarką.
Od 1980 roku jest żonaty z Terri McGuinty, która jest nauczycielką w szkole podstawowej. Mają czworo dzieci, trzech synów i córkę.